# Henry Raeburn
Henry Raeburn (Edimburgo, 4 marzo 1756 – Edimburgo, 8 luglio 1823) è stato un pittore britannico.

## Biografia
Henry Raeburn nacque, figlio di un artigiano, nel villaggio di Stockbridge, non distante da Edimburgo (oggi parte della città). Rimasto orfano, venne affidato alle cure di un fratello maggiore che lo mandò a studiare nella George Heriot's School di Edimburgo, dove il giovane Henry ricevette una discreta educazione. All'età di quindici anni entrò a lavorare nella bottega di un orafo, dove dimostrò di essere molto versato per la decorazione di gioielli e la lavorazione dell'avorio. In poco tempo gli venne affidata la realizzazione di ritratti miniati, dei quali si dimostrò un buon realizzatore, ed in seguito si dedicò ai dipinti ad olio. L'orafo presso cui lavorava Henry Raeburn si accorse delle doti del giovane allievo e lo presentò a David Martin, uno dei più stretti collaboratori del pittore scozzese Allan Ramsay. Dopo essersi agli inizi dedicato a copiare altri dipinti, in seguito cominciò ad eseguirne di propria mano.
Verso i trent'anni si sposò con una donna della quale aveva, in precedenza, realizzato un ritratto. Dopo aver conosciuto di persona, a Londra, Joshua Reynolds si trasferì, come di consueto per i pittori europei, in Italia. Qui conobbe numerosi artisti, tra cui Pompeo Batoni.